# Tom Glover
Thomas William Glover (Sydney, 24 dicembre 1997) è un calciatore australiano, portiere del Middlesbrough.

## Carriera

### Club
Cresciuto nel settore giovanile del Tottenham, nel 2017 viene prestato al C.C. Mariners con cui fa il suo esordio fra i professionisti il 7 ottobre in occasione dell'incontro di A-League perso 5-1 contro il Newcastle Jets; nel 2019 viene prestato all'Helsingborg dove però non viene impiegato in alcun incontro. Nel giugno seguente fa ritorno in patria firmando a titolo definitivo con il Melbourne City.

### Nazionale
Ha giocato nelle nazionali giovanili australiane Under-19, Under-20 ed Under-23.
Nel 2021 viene convocato dalla nazionale olimpica australiana per prendere parte alle Olimpiadi di Tokyo. Debutta il 22 luglio in occasione dell'incontro vinto 2-0 contro l'Argentina.

## Statistiche
Statistiche aggiornate al 26 luglio 2024.

### Presenze e reti nei club
| Stagione              | Squadra               | Campionato            | Campionato | Campionato | Coppe nazionali | Coppe nazionali | Coppe nazionali | Coppe continentali | Coppe continentali | Coppe continentali | Altre coppe | Altre coppe | Altre coppe | Totale | Totale | Totale |
| Stagione              | Squadra               | Comp                  | Pres       | Reti       | Comp            | Pres            | Reti            | Comp               | Pres               | Reti               | Comp        | Pres        | Reti        | Pres   | Reti   |        |
| --------------------- | --------------------- | --------------------- | ---------- | ---------- | --------------- | --------------- | --------------- | ------------------ | ------------------ | ------------------ | ----------- | ----------- | ----------- | ------ | ------ | ------ |
| 2017-2018             | C.C. Mariners         | AL                    | 4          | -10        | CA              | 0               | 0               |                    | -                  | -                  |             | -           | -           | 4      | -10    |        |
| 2019                  | Helsingborg           | A                     | 0          | 0          | CS              | 0               | 0               |                    | -                  | -                  |             | -           | -           | 0      | 0      |        |
| 2019-2020             | Melbourne City        | AL                    | 15         | -17        | CA              | 0               | 0               |                    | -                  | -                  |             | -           | -           | 15     | -17    |        |
| 2020-2021             | Melbourne City        | AL                    | 27         | -30        | CA              | 1               | 0               |                    | -                  | -                  |             | -           | -           | 28     | -30    |        |
| 2021-2022             | Melbourne City        | AL                    | 27         | -34        | CA              | 2               | -2              | ACL                | 6                  | -3                 |             | -           | -           | 35     | -39    |        |
| 2022-2023             | Melbourne City        | AL                    | 29         | -39        | CA              | 0               | 0               |                    | -                  | -                  |             | -           | -           | 29     | -39    |        |
| Totale Melbourne City | Totale Melbourne City | Totale Melbourne City | 98         | -120       |                 | 3               | -2              |                    | 6                  | -3                 |             | -           | -           | 107    | -125   |        |
| 2023-2024             | Middlesbrough         | FLC                   | 12         | -15        | FACup+CdL       | 1+7             | -1+ -11         |                    | -                  | -                  |             | -           | -           | 20     | -27    |        |
| Totale carriera       | Totale carriera       | Totale carriera       | 114        | -145       |                 | 11              | -14             |                    | 6                  | -3                 |             | -           | -           | 131    | -162   |        |